# Comarca del Caudal
La Comarca del Caudal és una de les vuit comarques en què està dividit el Principat d'Astúries i comprèn els conceyus de:
- Ayer
- Ḷḷena
- Mieres

Encara que l'Estatut d'Autonomia d'Astúries preveu la divisió del territori asturià en comarques, encara no estan desenvolupades oficialment.